# Limnephilus virescens
Limnephilus virescens là một loài Trichoptera trong họ Limnephilidae. Chúng phân bố ở miền Cổ bắc.